# Путь ко Христу
«Путь ко Христу» (англ. "Steps to Christ") — христианская книга Эллен Уайт, одного из основателей Церкви адвентистов седьмого дня. Впервые опубликована в 1892 году, а в 1986 году адвентистским (Церковь АСД) издательством "Review and Herald Publishing Association" были куплены авторские права на книгу и добавлена новая глава «Любовь Бога к человеку».
С тех пор книга была переведена на 150 языков мира и разошлась общим тиражом свыше 25 миллионов экземпляров. Адвентисты рассылают книгу в дома американцев, на ноябрь 2008 года было разослано более 18 миллионов экземпляров .
Книга обсуждает путь ко Христу для каждого отдельного человека, рассказывает о раскаянии, признании, вере, принятии, росте во Христе и молитвах.

## Публикация на русском языке
Впервые опубликован русский перевод книги «Путь ко Христу» в 1907 году.
В 1983 году вышло шестое издание книги по-русски.